# سرجیو فلوکاری
سرجیو فلوکاری (انگلیسی: Sergio Floccari؛ زادهٔ ۱۲ نوامبر ۱۹۸۱) بازیکن فوتبال اهل ایتالیا است.
از باشگاه‌هایی که در آن بازی کرده‌است می‌توان به باشگاه ورزشی لاتزیو، باشگاه فوتبال مسینا، باشگاه فوتبال پارما، باشگاه فوتبال بولونیا، باشگاه فوتبال آتالانتا، باشگاه فوتبال ساسولو، و باشگاه فوتبال جنوآ اشاره کرد.